# Лукін Олександр Юхимович
Олександр Юхимович Лукін — академік НАН України (геологія нафти і газу). Професор. Доктор геологічних наук.
Народився 5.02.1940 в Харкові. Закінчив Харківський університет, геологічний факультет (1962).
Працює в Інституті геологічних наук НАН України. Відділ геології нафти і газу.
Директор Чернігівського відділення Українського державного геологорозвідувального інституту; головний науковий співробітник Інституту геологічних наук НАН України, доктор геолого-мінералогічних наук, професор, член-кореспондент НАН України, академік і член президії Української нафтогазової академії, Почесний розвідник надр, лауреат Державної премії України в галузі науки і техніки.

## Науковий доробок
Результати наукових досліджень втілились у понад 300 друкованих робіт, серед яких — статті, препринти, монографії, карти, а також два винаходи.

## Нагороди та відзнаки
Олександр Юхимович Лукін — лауреат Державної премії України в галузі науки і техніки, (1991 р.), лауреат премії ім. В.І. Вернадського НАН України (2001 р.), Почесний розвідник надр (2005 р.). Його відзначено Почесною грамотою Кабінету Міністрів України, (2007 р.), Почесною грамотою Верховної Ради України (2008 р.).